# Mauro Morelli
Dom Mauro Morelli (Avanhandava, 17 de setembro de 1935 – Belo Horizonte, 9 de outubro de 2023) foi um bispo católico brasileiro. Foi bispo auxiliar da arquidiocese de São Paulo e o primeiro bispo da diocese de Duque de Caxias.

## Presbiterato
Filho de Eduardo Morelli e Rosa Gomes, foi criado em Penápolis, estado de São Paulo. Seus estudos ginasial e clássico foram efetuados no Seminário Seráfico São Fidélis, em Piracicaba. Os estudos de filosofia foram concluídos no Seminário Maior de Nossa Senhora da Conceição em Viamão, Rio Grande do Sul, e a Teologia foi cursada no Saint Mary´s Seminary and University, em Baltimore, Estados Unidos.
Foi ordenado diácono em 3 de junho de 1964 e presbítero em 28 de abril de 1965.

## Episcopado
Em 12 de dezembro de 1974, foi nomeado bispo auxiliar de São Paulo pelo papa Paulo VI, recebendo a sagração episcopal de Dom Paulo Evaristo Arns em 25 de janeiro de 1975. Em 25 de maio de 1981, foi nomeado pelo papa João Paulo II o primeiro bispo da então criada Diocese de Duque de Caxias, na Baixada Fluminense, onde permaneceu até 12 de junho de 2005.
Sua atuação à frente do episcopado lutou por uma igreja aberta aos problemas do mundo e na luta pela dignidade humana. Nos anos 1986 a 1990, juntamente com o Pastor Presbiteriano Jaime Wright e Dom Waldyr Calheiros integrou a junta jurídica do Serviço Paz e Justiça na América Latina, SERPAJ-AL, organização internacional de Defesa dos Direitos Humanos, e organismo consultivo da ONU, que é presidida por Adolfo Pérez Esquivel, Prêmio Nobel da Paz de 1980.
Destacou-se pelo combate à miséria e à fome e pela luta pela ética e cidadania. Foi um dos fundadores do Movimento pela Ética na Política. Junto com Herbert José de Sousa, fortaleceu a Ação da Cidadania contra a Fome, a Miséria e pela Vida. Esteve à frente da criação do conceito de segurança alimentar enquanto combate à fome. Em São João de Meriti, é o articulador do programa Mutirão de Combate à Desnutrição Materno-Infantil. Foi membro do Comitê Permanente de Nutrição da ONU. Foi presidente do Conselho Nacional de Segurança Alimentar e Nutricional-CONSEA durante o governo Itamar Franco, de 1993 a 1994, além de presidente do CONSEA-MG e CONSEA-SP.
Em 2004 fundou o Instituto HARPIA HARPYIA – Agência de Defesa e Promoção do Direito à Alimentação e Nutrição, com sede em Indaiatuba, São Paulo.
Em 2005 o Papa aceitou sua renúncia ao cargo de bispo diocesano.

### Bispo emérito
Residiu na cidade de São Roque de Minas, na Serra da Canastra, e foi bispo emérito residente da Diocese de Luz. Planejou construir na região um centro inter-religioso de discussão sobre o meio ambiente e uma área dedicada à agricultura familiar. Também planejou uma viagem a Brasília, para defender no Congresso Nacional o aperfeiçoamento do Programa Nacional de Alimentação Escolar. Desejou celebrar seus 80 anos na nascente do Rio São Francisco, na Serra da Canastra, pela simbologia de um dos mais vigorosos rios do continente.